# Ruth-Margret Pütz
Ruth-Margret Pütz (* 26. Februar 1930 in Krefeld; † 1. April 2019 in Stuttgart) war eine deutsche Opernsängerin (Sopran) und Gesangspädagogin.

## Leben

### Lehrjahre in Köln und Hannover
Ruth-Margret Pütz hatte vor Beginn ihrer Sängerlaufbahn 4½ Monate lang bei dem mit ihr nicht verwandten Bariton Berthold Pütz in Düsseldorf Unterricht in Gesang erhalten. Mit achtzehn Jahren wurde sie als Anfängerin von Herbert Maisch 1949 an die Kölner Oper engagiert und debütierte als Elevin mit dem Pagen in Rigoletto von Giuseppe Verdi. 1951, am Ende ihres zweiten Anfängerjahres, sang sie das Gretchen im Wildschütz von Albert Lortzing und Nuri in Eugen d’Alberts Tiefland.
Zwei Jahre später wurde sie an das Opernhaus Hannover als Koloratur-Soubrette verpflichtet und erarbeitete sich ihr erstes Repertoire. In der Absicht, ihrem Gesang eine noch bessere Grundlage zu geben, erbat sie sich von ihrem Kollegen, dem bekannten Gesangslehrer Otto Köhler, Unterricht. In den folgenden sechs Jahren wurde Otto Köhler ihr einziger Gesangslehrer. Unter seiner Schulung entwickelte sich ihre Stimme von der Koloratur-Soubrette zum Koloratursopran.

### Internationale Karriere
Ein erfolgreiches Gastspiel mit der Staatsoper Stuttgart in Edinburgh als Konstanze in Wolfgang Amadeus Mozarts Die Entführung aus dem Serail führte 1959 zu ihrem Engagement als ständiges Ensemblemitglied der Württembergischen Staatsoper Stuttgart. Ihre Debüt-Partie dort war die Zerbinetta in Richard Strauss’ Ariadne auf Naxos, mit der Pütz bei Presse und Publikum einen außerordentlichen Erfolg erzielte. Mit nur 29 Jahren wurde sie in Stuttgart zur Kammersängerin ernannt. Pütz war zu diesem Zeitpunkt damit die jüngste Kammersängerin Deutschlands.
Aufgrund ihrer Darstellung der Zerbinetta und ihres Erfolges mit der Lucia di Lammermoor in Stuttgart wurde die internationale Presse auf Ruth-Margret Pütz aufmerksam. 1962 verpflichtete Herbert von Karajan Pütz als Koloratursopranistin fest an die Wiener Staatsoper. Bereits seit 1958 war Ruth-Margret Pütz als Gast an der Wiener Staatsoper aufgetreten. Sie sang dort von 1958 bis 1970 neun verschiedene Rollen in insgesamt 37 Aufführungen. Bei den Bayreuther Festspielen sang sie 1959/1960 eines der Blumenmädchen in Parsifal und 1960 außerdem den Waldvogel in Siegfried.
Während ihrer Karriere gehörte Pütz zu den Ensembles der Opernhäuser in Hannover, Stuttgart und Hamburg. Außerdem trat sie regelmäßig bei den Salzburger Festspielen auf. 1961 sang sie dort als Partnerin von Fritz Wunderlich die Konstanze in Wolfgang Amadeus Mozarts Die Entführung aus dem Serail. Von 1963 bis 1968 war Ruth-Margret Pütz ständiger Gast an der Hamburger Staatsoper. In der Spielzeit 1965/66 war sie an der Berliner Staatsoper als Konstanze, Susanna in Die Hochzeit des Figaro, Sophie in Der Rosenkavalier und als Frau Fluth in Die lustigen Weiber von Windsor zu hören. In der Spielzeit 1970/71 gastierte sie dort nochmals in zwei Vorstellungen als Susanna.  Außerdem war sie in Nord- und Südamerika zu hören.
Als Oratoriensängerin sang sie in Johann Sebastian Bachs Passionen, Beethovens Sinfonie Nr. 9 und Haydns Oratorien und Messen. Am 16. Februar 1962, der Nacht der großen Hamburger Sturmflut, sang sie in der Musikhalle Hamburg Haydns Die Schöpfung, gemeinsam mit Heinz Hoppe und Franz Crass und dem NDR-Sinfonieorchester unter Leitung von Igor Markevitch. Sie bereiste mit der Capella Coloniensis unter Ferdinand Leitner die Sowjetunion. Als Liedinterpretin trat Pütz gemeinsam mit dem Pianisten Sebastian Peschko mit Liedern von der Romantik bis zur Moderne auf. Gemeinsam mit Hermann Prey sang sie das Italienische Liederbuch von Hugo Wolf und teilte sich die Weihnachtslieder von Peter Cornelius mit Dietrich Fischer-Dieskau.
Eine lange, künstlerische Freundschaft verband Ruth-Margret Pütz mit dem Dirigenten Sergiu Celibidache, der sie viele Male als Sopranistin zu seinen Konzert-Aufführungen einlud.
Ruth-Margret Pütz war bis zu ihrem endgültigen Abschied von der Bühne in der Spielzeit 1994/95 offizielles Mitglied der Staatsoper Stuttgart. 1976 wirkte sie in Stuttgart in einer Neuinszenierung der Operette Orpheus in der Unterwelt von Jacques Offenbach mit. In Richard Strauss’-Oper Der Rosenkavalier wechselte sie später von der Rolle der Sophie, die sie im Laufe ihrer Karriere über 100 Mal gesungen hatte, zur Rolle der Jungfer Marianne Leitmetzerin. In den 1980er-Jahren sang sie seit der Rosenkavalier-Neuinszenierung (Spielzeit 1981/82, Premiere: Dezember 1981) in Stuttgart bis in die Spielzeit 1987/88 regelmäßig diese Rolle. Mit der Marianne Leitzmetzerin gastierte sie auch weiterhin, unter anderem an der Deutschen Oper am Rhein in Düsseldorf.

### Unterrichtstätigkeit
Von 1989 bis 1992 unterrichtete Ruth-Margret Pütz an der Musikhochschule  Trossingen.

## Stimme
Ruth-Margret Pütz verfügte über eine „brillante, klangschöne Koloraturstimme“, die auch in den höchsten Lagen wie in der Tiefe nie an Klangschönheit verlor und sie deshalb in Lage versetzte, auch fachfremde, lyrische Partien zu übernehmen. Sie galt unter Musikkritikern und Musikwissenschaftlern als „eine der besten deutschen Koloratur-Sopranistinnen der Nachkriegszeit“.

## Tondokumente
In den 1960er-Jahren nahm Ruth-Margret Pütz an mehreren noch heute beliebten und inzwischen auch als CD vorliegenden Opern-Einspielungen teil, etwa als Papagena in Mozarts Die Zauberflöte mit dem Philharmonia Orchestra unter Otto Klemperer, als Frau Fluth in Otto Nicolais Die lustigen Weiber von Windsor an der Seite von Fritz Wunderlich oder als Amor in Christoph Willibald Glucks Orfeo ed Euridice mit dem Leipziger Gewandhausorchester unter Václav Neumann.
Für den Rundfunk unternahm Ruth-Margret Pütz außerdem Ausflüge in das Genre der Operette: als Partnerin von Heinz Hoppe sang sie Auszüge aus Die schöne Galathée und Der Graf von Luxemburg, mit René Kollo sang sie beim Kölner Rundfunk in Madame Pompadour von Leo Fall, beim Bayerischen Rundfunk trat sie 1966 in einem Operettenkonzert mit Fritz Wunderlich als Partner auf; mit Alfredo Corda nahm sie außerdem Duette aus der Operette Lump mit Herz von Hans Carste auf.
1971 war Ruth-Margret Pütz Gast in der musikalischen ZDF-Sendung Erkennen Sie die Melodie? mit Ernst Stankovski.

## Diskographie
Werkausgabe
- Ruth-Margret Pütz Vol. 1: Oper (3-CD-Box, Hamburger Archiv für Gesangskunst 2011)
- Ruth-Margret Pütz Vol. 2: Spieloper + Operette (2-CD-Box, Hamburger Archiv für Gesangskunst 2011)
- Ruth-Margret Pütz Vol. 3: Konzert + Oratorium (2-CD-Box, Hamburger Archiv für Gesangskunst 2011)
- Ruth-Margret Pütz Vol. 4: Lied (2-CD-Box, Hamburger Archiv für Gesangskunst 2011)

Oper
- Adolphe Adam: Der Postillon von Lonjumeau, Querschnitt in deutscher Sprache. Mitwirkende: Nicolai Gedda, Ruth-Margret Pütz, Franz Crass, Franz Klarwein. Chor der Bayerischen Staatsoper München, Bayerisches Staatsorchester, Fritz Lehan (Dirigent). (EMI 1965)